# The Hunchback of Notre Dame II
The Hunchback of Notre Dame II (bra: O Corcunda de Notre Dame II: O Segredo do Sino; prt: O Corcunda de Notre Dame II) é um filme cinematográfico de 2002 da Disney. Este filme é a continuação do filme "The Hunchback of Notre Dame" de 1996

## Elenco
| Personagens  | Vozes originais      |
| ------------ | -------------------- |
| Quasimodo    | Tom Hulce            |
| Madellaine   | Jennifer Love Hewitt |
| Sarousch     | Michael McKean       |
| Esmeralda    | Demi Moore           |
| Capitão Fogo | Kevin Kline          |
| Zephyr       | Haley Joel Osment    |
| Clopin       | Paul Kandel          |
| Victor       | Charles Kimbrough    |
| Hugo         | Jason Alexander      |
| Laverne      | Jane Withers         |

## Mídia Doméstica
Conforme anunciado em 21 de agosto de 2000, o filme seria originalmente lançado em DVD e VHS em 28 de agosto de 2001. No entanto, a data de lançamento foi movida para 19 de março de 2002 para coincidir com o relançamento em VHS/DVD do filme original.